# Кимоно
Кимоно (јап. 着物 - у буквалном преводу, ствар која се носи) је традиционални јапански одевни предмет ношен од стране мушкараца, жена и деце. Кимоно је одора у облику ћириличног слова T, великог оковратника, дугих и широких рукава чији рубови падају до чланака. Носи се обавијен око тела, увек са левом страном преко десне (осим у случају облачења мртвих за сахрану), учвршћеним појасом (оби - 帯 или おび) који се везује на леђима. Кимоно се најчешће носи уз јапанске чарапе (таби - 足袋) и традиционалну јапанску обућу гета (木屐 или 下駄) или зори (草履). 
У данашње време кимоно обично носе жене и то приликом посебних дешавања. Традиционално неудате жене су током специјалних прилика носиле тип кимона по називу фурисоде (振袖), дугих рукава који су скоро досезали до пода. Међутим, како време промиче све је ређа појава ношења кимона. Мушкарци најчешће носе кимоно током венчања, чајних церемонија и других веома формалних дешавања. Професионални сумо рвачи се најчешће виђају у кимонима, јер су обавезни да носе традиционалну одећу када се појављују у јавности.
Савремена модна индустрија реч кимоно често користи за модерне одевне предмете, који су на одређени начин инспирисани јапанском традицијом и културом.
Израз кимоно се у нашем језику често користи за спортску одећу која има примену у борилачким спортовима. Исправан назив је „кејкоги“ („кејко“ - вежба; „ги“ - одећа, униформа), односно каратеги (одећа за карате), џудоги (одећа за џудо), кендоги (одећа за кендо) итд.

## Историја
Један од синонима за кимоно, гофуку (呉服 - у буквалном значењу одећа источног Вуа), спада у најраније облике одоре оваквог типа (још из V. века н.е.) чија је стилистика преузета из кинеске традиције облачења, тзв. ханфу (漢服) или канфуку (на јапанском језику). Током Хејан периода (794–1192) кимоно постаје све стилизованији иако се преко њега и даље носио један вид полу-кецеље мо. У току Муромачи периода (1392–1573), јавља се кимоно из једног дела (косоде), који је сматран и доњим вешом, ношеним без хакама (袴 - панталона или подељене сукње) преко њега (учвршћиваним обијем). Током Едо периода (1603–1867), почиње да се повећава дужина рукава (поготову на кимонима неудатих жена), а оби постаје шири и нови видови везивања улазе у моду. Кимони направљени од свиле и других специјалних материјала се веома поштују и сматрају уметничким радовима.
Формални кимоно је замењен западњачком одећом и јуката (浴衣) свакодневном одећом, лакшом за кретање и рад. Након издавања едикта цара Меиџи, војска, полиција, железница и просветни радници и школство су прешли на западњачку одећу. 
Кимони долазе у неколико облика, зависно од формалности. На женским кимонима ниво формалности се обично манифестује у дужини рукава, боји и материјалу; док мушки имају само један облик и обично су тамније боје. Формалност се такође може приказати бојом додатне опреме и бројем монова. Свила је најформалнији материјал.
Раније су кимони потпуно растављани зарад прања да би опет били састављани шивењем. Међутим, данас то није више потребно. Кимони се никад не бацају већ се рециклирају и користе друге сврхе нпр. кимони за децу, хаори или чак вреће и торбице. 
Врло су скупи. Један женски кимоно може коштати преко 10.000 долара. Оби (појас) је такође скуп, а може коштати и до неколико хиљада долара.

### Делови кимона
| Делови кимона. | 1. Оковратник — 掛衿, 共衿 2. Кравата — 本衿, 地衿 3. Предњи десни део тела— 右の前身頃 4. Предњи леви део тела — 左の前身頃 5. Задњи леви део тела — 左の後身頃 6. Задњи десни део тела — 右の後身頃 7. Рукав — 袖 8. Омча рукава —袂 9. Леви крај — 左の衽 10. Десни крај — 右の衽 11. „Тачка мача“ — 剣先 |